# Burkea africana
Burkea africana es una especie de leguminosa de la subfamilia Caesalpinioideae.

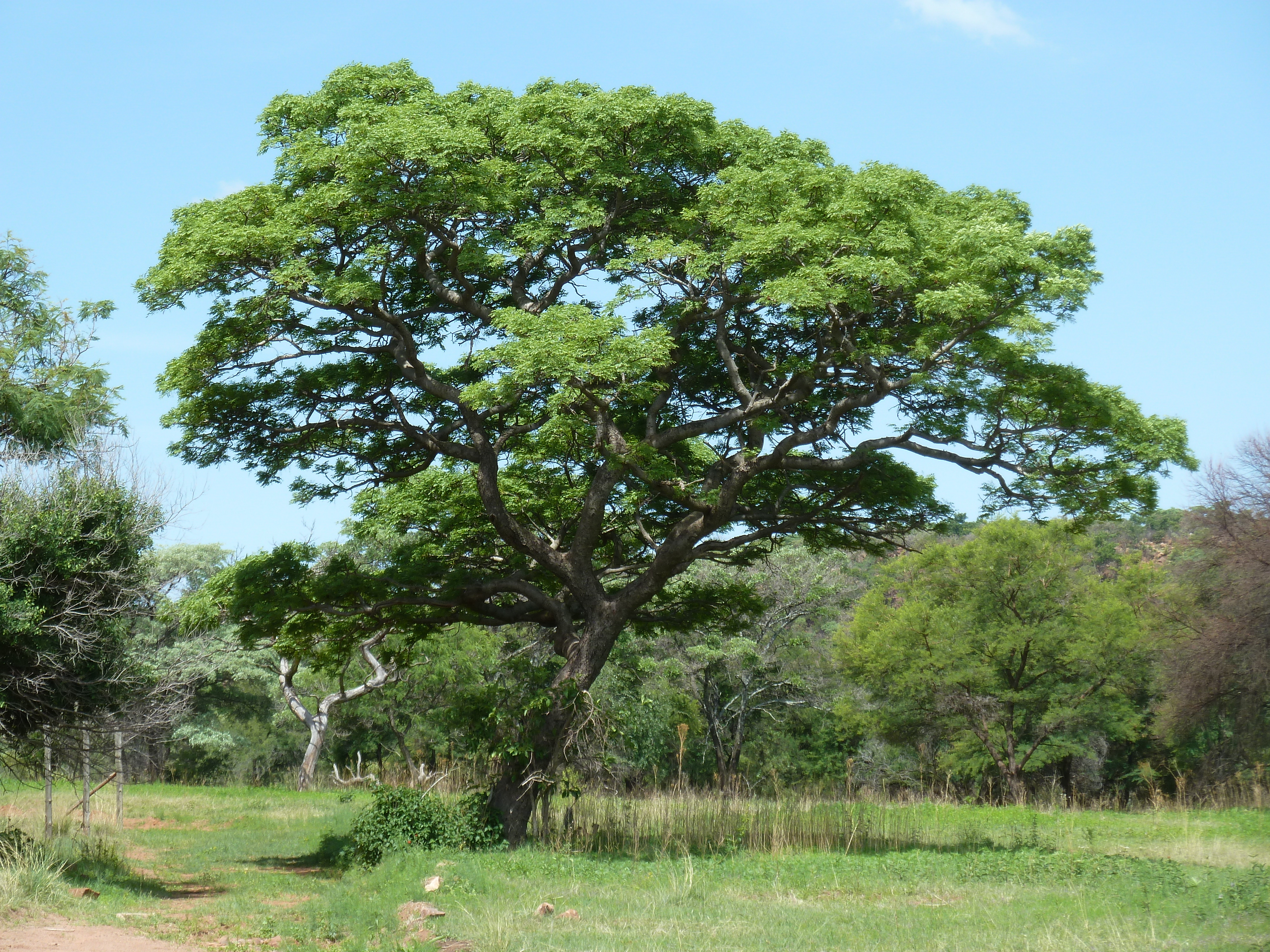
Vista del árbol

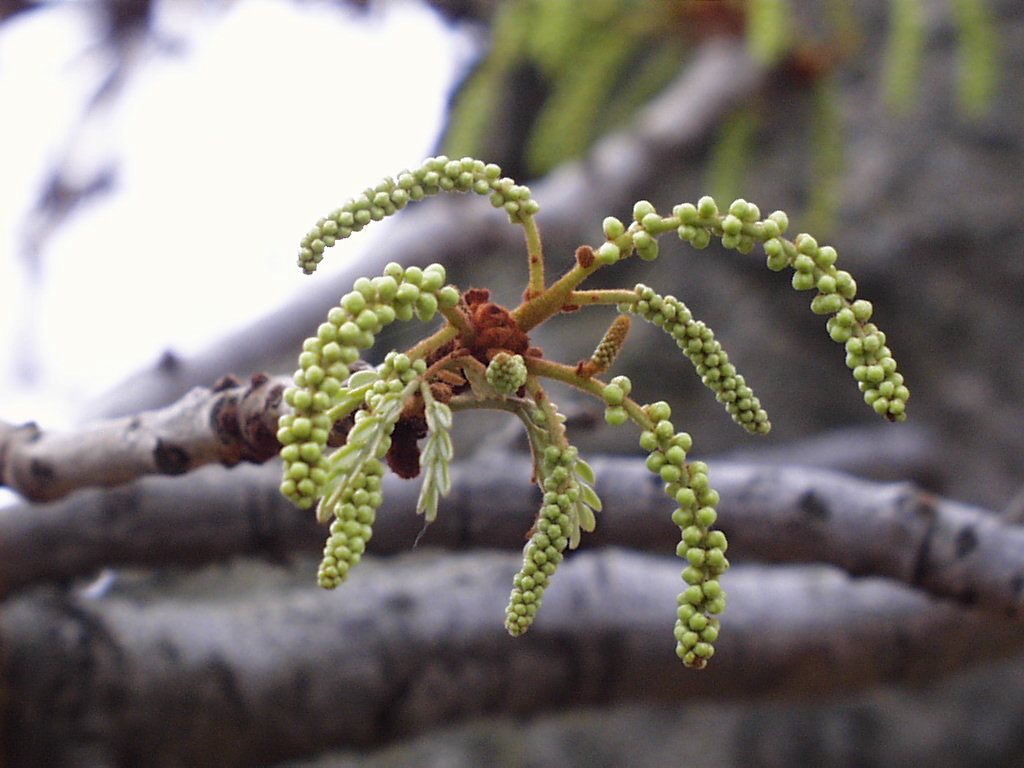
Inflorescencia

## Descripción
Es un árbol que alcanza un tamaño de 4-20 m de altura; más bien corpulento, con las ramitas anudadas; las ramas jóvenes de color rojizo-tomentosas; la corona muy ramificada, a veces muy cerca de la tierra; flores en espigas colgantes de 30 cm de largo, con las hojas en los extremos de las ramillas. 

## Distribución y hábitat
La especie está generalizada en África a excepción de las regiones forestales y Etiopía, Somalia; en varios tipos de bosques; bosques abiertos; en arenas, tierras arenosas, areniscas; dispersas o en pequeños parches, a menudo en colinas rocosas; también es dominante o co-dominante en los bordes de humedales poco profundos; etc ...
Se distribuye principalmente por Congo (Brazzaville), Botsuana, Sudáfrica, Namibia.
La especie es utilizada como alimento  por los elefantes (Loxodonta africana Blumenbach) en el Nazinga Game Ranch (Burkina Faso) donde pueblan fincas de caza.

## Taxonomía
Burkea africana fue descrita por William Jackson Hooker y publicado en Hooker's Icones Plantarum pl. 593–594. 1843.